# Sei giorni di Maastricht
La Sei giorni di Maastricht era una competizione di ciclismo su pista maschile che si svolse tra il 1976 e il 2006 a Maastricht, nei Paesi Bassi, nell'arco di sei giorni. 
Nata nel 1976, la corsa vide la vittoria, tra gli altri, di Patrick Sercu ed Eddy Merckx, anche se il record di successi appartiene all'olandese René Pijnen con sei successi.

## Albo d'oro
Aggiornato all'edizione 2014.
| Anno      | Vincitori                      | Secondi                           | Terzi                            |
| --------- | ------------------------------ | --------------------------------- | -------------------------------- |
| 1976      | Graeme Gilmore & Patrick Sercu | Günther Haritz & René Pijnen      | Albert Fritz & Wilfried Peffgen  |
| 1977      | Eddy Merckx & Patrick Sercu    | Gerben Karstens & René Pijnen     | Donald Allan & Danny Clark       |
| 1978      | Gerrie Knetemann & René Pijnen | Albert Fritz & Wilfried Peffgen   | Danny Clark & Gerben Karstens    |
| 1979      | Donald Allan & Danny Clark     | René Pijnen & Jan Raas            | Albert Fritz & Patrick Sercu     |
| 1980      | Gerrie Knetemann & René Pijnen | Albert Fritz & Patrick Sercu      | Gert Frank & Roman Hermann       |
| 1981      | René Pijnen & Adrie Wijnands   | Albert Fritz & Günther Schumacher | Udo Hempel & Josef Kristen       |
| 1982      | René Pijnen & Adrie Wijnands   | Albert Fritz & Wilfried Peffgen   | Gerrie Knetemann & Patrick Sercu |
| 1983      | Albert Fritz & Dietrich Thurau | Josef Kristen & René Pijnen       | Robert Dill-Bundi & Gert Frank   |
| 1984      | Danny Clark & René Pijnen      | Gert Frank & Horst Schütz         | Albert Fritz & Dietrich Thurau   |
| 1985      | Danny Clark & Anthony Doyle    | Gert Frank & René Pijnen          | Roman Hermann & Gerrie Knetemann |
| 1986      | René Pijnen & Dietrich Thurau  | Danny Clark & Anthony Doyle       | Roman Hermann & Josef Kristen    |
| 1987      | Danny Clark & Anthony Doyle    | Étienne De Wilde & Teun van Vliet | Roman Hermann & Joop Zoetemelk   |
| 1988-2005 | non disputata                  | non disputata                     | non disputata                    |
| 2006      | Franco Marvulli & Bruno Risi   | Iljo Keisse & Marco Villa         | Danny Stam & Peter Schep         |